# 葡萄糖酸铜
葡萄糖酸铜是一种浅蓝色至蓝绿色结晶或细粉。无臭。极易溶于水，极难溶于乙醇。用作营养增补剂。按日本规定，准用于代乳品强化铜，每升标准调乳浓度的代乳饮品含铜量不得超过0.6mg。可由葡萄糖酸与氧化铜，或由葡萄糖酸盐与铜盐反应，然后结晶而制得。也可由磷酸铜中和葡萄糖酸而制得。可燃, 火场排出含铜辛辣刺激烟雾。储运要保持库房低温, 通风, 干燥。